# كيفن أوليري (قاضي)
كيفن أوليري (بالإنجليزية: Kevin O'Leary)‏ هو قاضي أسترالي، ولد في 19 فبراير 1920 في سيدني في أستراليا، وتوفي في 3 أغسطس 2015.